# Georges Prêtre

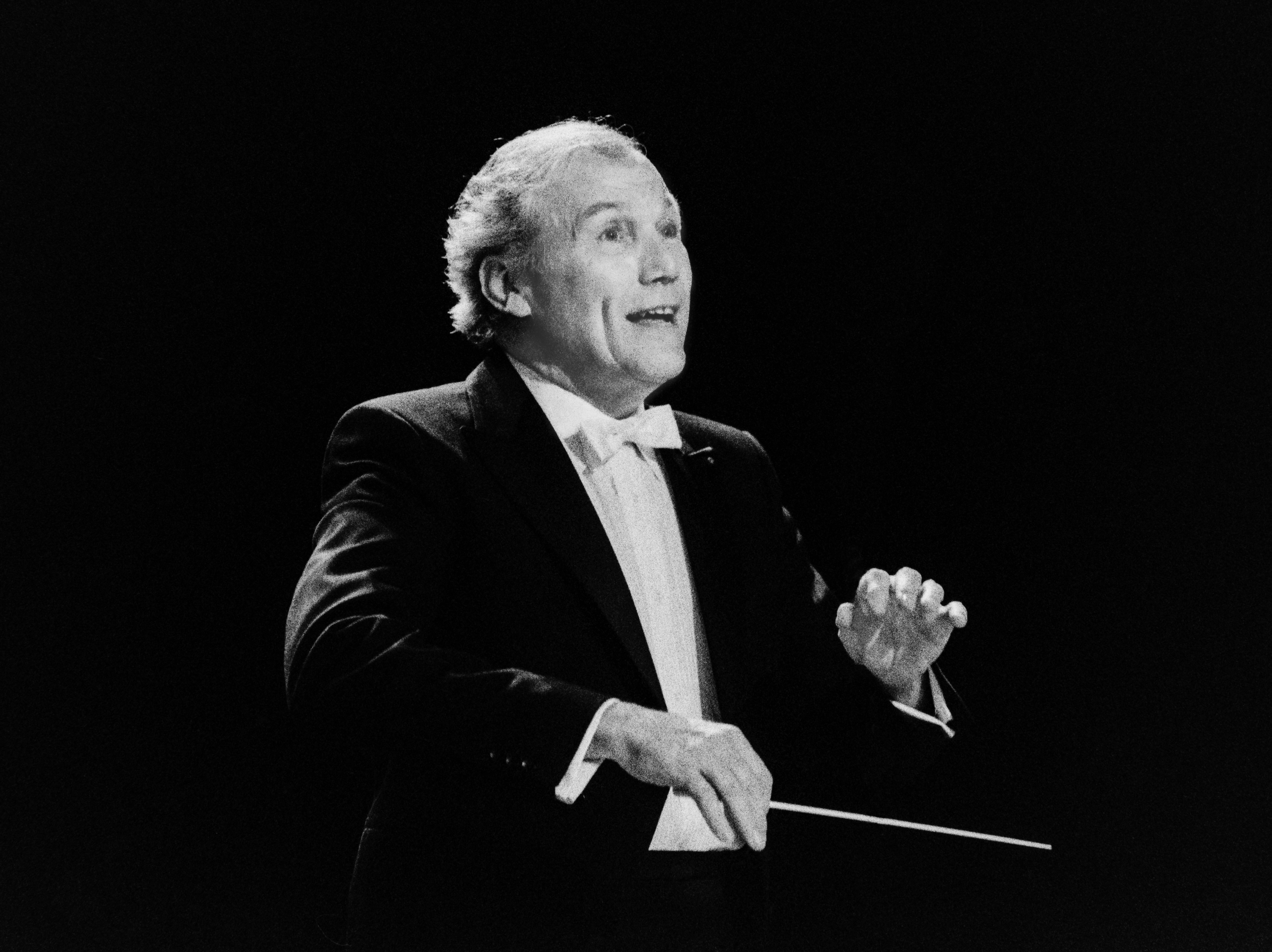
Georges Prêtre

Georges Prêtre (Waziers, 14 augustus 1924 – Navès, 4 januari 2017) was een Frans dirigent. 
Na zijn studie aan het Conservatorium van Parijs debuteerde hij als 22-jarige in 1946 aan de Opera van Marseille.
Prêtre was muzikaal directeur van de Opera van Parijs en sinds 1956 ook van de Opéra-Comique van Paris. In 1959 leidde hij de première van Francis Poulencs opera La Voix humaine. Met Maria Callas maakte hij vanaf 1962 diverse concertreizen. Van 1986 tot 1991 was hij „Erster Gastdirigent“ van de Wiener Symphoniker en leidde hij regelmatig de grootste orkesten van Europa en Amerika, zoals de Berliner Philharmoniker (het Waldbühnen-Konzert in 1992) en de Wiener Philharmoniker. In 1966 dirigeerde hij de heropening van de New Yorker Metropolitan Opera.
Prêtre geldt als specialist van muziek uit zijn vaderland, in het bijzonder van werken van Francis Poulenc.
Op 1 januari 2008 dirigeerde hij het Nieuwjaarsconcert van de Wiener Philharmoniker en was hij met 83 jaar de oudste dirigent die tot op dat moment het Nieuwjaarsconcert gedirigeerd heeft. Op 1 januari 2010 dirigeerde hij opnieuw het Nieuwjaarsconcert.
Prêtre was Commandeur in het Legioen van Eer.
- Bibsys: 1059294
- Biblioteca Nacional de España: XX1169143
- Bibliothèque nationale de France: cb13898661m (data)
- CiNii: DA0674612X
- Gemeinsame Normdatei: 124169546
- International Standard Name Identifier: 0000 0003 6858 9264
- Library of Congress Control Number: n82025147
- Nationale Bibliotheek van Letland: 000101248
- MusicBrainz: 33ff592d-0cf8-4d40-895d-993aad15d311
- Nationale Bibliotheek van Tsjechië: pna2005262046
- Nationale Bibliotheek van Israël: 987007306012605171
- Nationale Bibliotheek van Polen: a0000002583009
- Nationale en Universitaire bibliotheek Zagreb: 000045135
- Nederlandse Thesaurus van Auteursnamen: 070242445
- Réseau des bibliothèques de Suisse occidentale: 02-A003715513
- Istituto Centrale per il Catalogo Unico: DDSV001049
- SNAC: w6sx7500
- Système universitaire de documentation: 066845130
- Virtual International Authority File: 112687781
- WorldCat: E39PBJr3wvdtFmkJm3ddXfHQv3